# Osrednje gorovje Albanije
Osrednje gorovje (albansko Krahina Malore Qëndrore) je fizičnogeografska regija, ki obsega osrednji in vzhodni rob Albanije. Obsega gorato notranjost, ki se razteza vse od doline Drima in Šar planine, Skenderbegovega pogorja, Koraba in Šebenik-Jabllanicë, preko Ohridskega in Prespanskega jezera, dokler ne doseže mesta Ersekë in Pindskega gorstva blizu meje z Grčijo.
Osrednje gorovje lahko konvencionalno razdelimo na več podregij. Sever obsega gorata okrožja Mirditë in Pukë. V središču prevladujeta gori Lurë in Korab poleg regij Martaneš in Çermenikë. Na jugu je dolina reke Škumbin, pa tudi gore Mokër in Valamara, nižina Korçë z zgornjimi okrožji Devoll in Kolonjë.
Relief osrednjega gorovja je razgiban in bogat z visokimi gorskimi prelazi, strmimi kanjoni in soteskami, gostimi gozdovi in alpsko pokrajino, posejano z ledeniškimi jezeri, kar zagotavlja odlične pogoje za veliko biotsko raznovrstnost. Večino terena so oblikovale ultramafične kamnine, ki izvirajo iz zemeljskega plašča, ki je postal večinoma serpentinit.
Zavarovana območja v regiji so dom nekaterih najbolj ikoničnih razgledov in pokrajin v državi. V regiji je šest narodnih parkov, ramsarsko območje, biosferni rezervat in območje svetovne dediščine. Verjetno največji zavarovani območji, merjeno po površini, sta naravni park Korab-Koritnik in narodni park Šebenik-Jabllanice.

## Geologija

### Korab
Korab je najvišje in najdaljše gorovje v osrednjem gorovju. Relief je razgiban in obdarjen s številnimi ledeniškimi jezeri, gorskimi prelazi, kanjoni, soteskami in kotanjami. Razteza se približno 40 kilometrov od severa proti jugu med spodnjim delom Črnega Drima in njegovim pritokom Radika. Gorovje je večinoma sestavljeno iz paleozojskih sedimentnih kamnin dolomita, apnenca, peska in konglomeratov.
Korabski masiv je četrti najvišji vrh na Balkanu, najvišji vrh Albanije in Severne Makedonije in tudi eden od le dveh vrhov v Evropi, ki sta najvišja točka za več kot eno državo. Poleg tega je Korab 18. najvidnejši gorski vrh v Evropi. Drugi vrhovi v masivu so Maja e Moravës 2718 m, Mali i Gramës 2345 m, Korab II 2756 m, Korab III 2724 m, Korab Gates 2727 m, Maja e Moravës 2718 m, Šulani i Radomirës 2716 m in Mali Korab 2683 m. Korab obsega 562 kvadratnih kilometrov, 63,5 % znotraj albanskega ozemlja. Albanski del pogorja je zaščiten naravni park Naravni park Korab-Koritnik.
Korab je znan po svojih 39 ledeniških jezerih, ki so med 2340 metri nadmorske višine nad Jadranom, največje in najgloblje med njimi je Gramë. Gozdovi so sestavljeni iz različnih vrst listavcev in iglavcev ter različnih divjih cvetlic. V njih je veliko vrst, kot so bukev, avstrijski bor, jelka, bosanski bor, makedonski bor in črna jelša. Favna je zastopana s številnimi vrstami velikih sesalcev, kot so rjavi medved, volk, ris, planinski orel, ris in mnogi drugi.

### Jabllanicë in Šebenik
Jablaniško gorovje (albansko: Jabllanicë) leži na zahodnem delu Balkanskega polotoka, z več kot 50 % njegove površine v Albaniji, preostali del pa v Severni Makedoniji. Poteka 50 kilometrov od Ohridskega jezera na meji med Albanijo in Severno Makedonijo v smeri sever-jug skozi mejo obeh držav do mesta Debar ob Debarskem jezeru. Na vzhodu se gorovje spušča v dolini Črnega Drima in Ohridskega jezera. Na zahodu je gorovje Šebenik, ki sega skoraj enako visoko kot pogorje Jablanice. Znotraj gorovja Šebenik je približno devet majhnih ledeniških jezer, med katerimi je največje jezero Rajca z dolžino 220 metrov in širino 160 kilometrov. Je na vzhodnih pobočjih in najbolj južnem jezeru na Šebeniku. Maja e Šebenikut je najvišji vrh z 2251 metri nad Jadranom.
Gore so vir imena narodnega parka Šebenik-Jabllanice. Velike površine pokrivajo bukovi, hrastovi in iglasti gozdovi. Narodni park Šebenik-Jabllanice je zaradi svoje naravne dediščine ter izjemne flore in favne del svetovne dediščine Starodavni prvobitni bukovi gozdovi Karpatov in drugih delov Evrope, ki je bil razglašen leta 2017. Večina velikih evropskih sesalcev naseljujejo območje, kot so rjavi medved, volk, merjasec, gams in jelen. Poleg tega ogroženi balkanski ris (Lynx lynx balcanicus) še vedno preživi v gorah.

### Valamara
Gorovje Valamara leži med dolino reke Škumbin na severu in dolino Devoll na jugu. Poleg tega reka Škumbin izvira v gorah. Gore so na ozemlju treh okrožij, kot so Gramš, Pogradec in Korçë. Vrh pogorja Valamara v jugozahodni Albaniji, Maja e Valamarës, je najvišji vrh z nadmorsko višino 2373 metrov. Sestavljene so iz mezozojskih in paleozojskih sedimentnih kamnin dolomita, apnenca, peska in konglomeratov, ki jih tvorijo morja in jezera, ki so nekoč pokrivala to območje. Poleg tega je na vzhodnem delu več ledeniških jezer. Skupna dolžina Valamara je več kot 13 km, širina gorske verige pa se giblje med 10 in 15 km. Najvišje nadmorske višine so tam, kjer so najširše.

### Skenderbegovo pogorje
Skenderbegovo pogorje (albansko Vargmalet e Skënderbeut) tvori mejo med osrednjim gorovjem in zahodnim nižavjem na zahodu  Čeprav se območje močno ukrivlja, je njegova glavna smer od severa proti jugu in se razteza približno 80 kilometrov v smeri sever-jug od Vau i Dejës na severu do mesta Elbasan na jugu. Na zahodu gorovje strmo pada v obalno nižino, ki poteka ob Jadranskem morju. Na vzhodu je značilno visokogorje in porečje reke Mat; na severu Mirditë in na jugu gore Martanesh. Nastalo je z močnimi tektonskimi vzponi in gubami v obdobju triasa, jure in krede. Vrhovi so sestavljeni iz apnenca, pobočja pa iz fliša.
Severni del južno od Vau i Dejës, gore doseže nadmorsko višino 614 metrov v Maja e Šitës. Nekaj kilometrov vrhovi postopoma postanejo višji pri Mali i Velës, ki stoji na 1172 metrih, severovzhodno od Lezhë. Gore imajo bogate zaloge vode z gosto mrežo gorskih izvirov in rek. 94 kilometrov dolga reka Fan teče iz Mirdite in prečka gore južno od Malija i Velësa skozi ozke soteske in kanjone v reko Mat. Zahodni del ali veriga Kruja je antiklinalna struktura, sestavljena iz karbonatnega jedra iz obdobja krede-eocena. Začne se ob sotočju rek Fan in Mat in se dviga hitreje kot vzhodni del. Pri Mali i Krujës začne dosegati višino več kot tisoč, natančneje 1176 metrov. Na njegovih zahodnih pobočjih je mesto Krujë. Vendar pa se še naprej dviga južneje od Krujë proti Tirani pri gorovju Dajti z globokimi kanjoni in soteskami, ki reže gore v dolg niz blokov. Najvišji vrh je Dajti s 1613 metri. Nato sledi Mali i Priskës 1365 metrov in vrsta gora pod 900 metri nad Jadranom.

## Hidrologija
V hidrografiji osrednjega gorovja prevladujejo ledeniška jezera in gosta mreža potokov, ki začasno tečejo v obdobjih taljenja snega ali dežja. S skupno dolžino 285 km je reka Drim najdaljša in največja v regiji. Ker reka teče po zakraselih predelih gora in hribov, so njeni bregovi strmi s pečinami in prepadi. Regija spada predvsem v porečje reke Drim. Odmaka skoraj celotno osrednjo gorovje in večino višjih predelov na severovzhodu in jugovzhodu. Črni Drim (Drini i Zi) izvira iz Ohridskega jezera v jugovzhodni Albaniji med mejo s Severno Makedonijo in teče 149 kilometrov  proti severu skozi gore Šebenik-Jabllanica in Korab proti obrobju mesta Kukës na severovzhodu Albanije, kjer se Črni Drim združi z Belim Drimom (Drini i Bardhë). Poleg tega se reka Drim začne na sotočju obeh izvirov, dokler se reka ne izlije v Jadransko morje. Večina teh potokov hitro pada z gora na vzhodu proti jadranski obali in so vrezali globoke, slikovite soteske. Beli Drim odvaja 4964 kvadratnih kilometrov kraške pokrajine vzhodne Albanije, medtem ko Črni Drim odvaja 5885 kvadratnih kilometrov. 
Na jugovzhodu reka Škumbin priteče iz vzhodnega dela gorovja Valamara skozi gorovje Gore in se prav tako izliva v Jadransko morje. V zgornjem toku porečja Škumbin teče reka skozi apnenčasto gričevje Valamare in sedimentne kamnine, ki jih predstavljajo cementirani peski in konglomerati. Tu so tudi albanski deli sladkovodnih jezer Ohrid, Prespa in Mala Prespa.

## Biologija

### Rastlinstvo
Osrednje gorovje vsebuje izjemno biološko raznovrstnost in široko paleto ekosistemov. V fitogeografskem smislu spada osrednje gorovje v mešane gozdove Dinarskega gorstva, mešane gozdove Balkana in mešane gozdove Pindskega gorstva, kopenske ekoregije palearktičnega zmernega širokolistnega in mešanega gozda ter sredozemske gozdove, gozdove in biome grmičevja.
Gozdovi so sestavljeni iz različnih vrst listavcev in iglavcev, vključno z veliko raznolikostjo rastlin evropskega in sredozemskega tipa. Posebno pomembna je prisotnost jelke; 74 odstotkov vseh gozdov, sestavljenih z jelko v Albaniji, je večinoma v osrednjem gorovju. Ponekod tvori mešane gozdove z bukvijo (črna bukev), borovcem (črni bor) in hrastom (črni hrast). Izjemen je črni bor, ki raste predvsem v severni regiji osrednjega gorovja, kot je Mali i Bardhë.

### Živalstvo
Favna je slabo raziskana, vendar jo znotraj albanskega gorovja Korab predstavlja 37 vrst sesalcev, med katerimi so rjavi medved, sivi volk, balkanski ris, srnjad, divji prašič, podlasica, kuna borova in rdeča veverica.
Osrednje gorovje ponuja izjemne možnosti opazovanja vrst ptic, ki so v državi ogrožene, skozi vse leto. Planinski orel in sokol selec gnezdita na skalnatih in gozdnatih območjih ob vodnih telesih, pri čemer se, kadar je to mogoče, izogibata močnim človeškim dejavnostim, na primer v naravnem parku Korab-Koritnik. Divji petelin živi pretežno v iglastih gozdovih na starih skalnatih območjih po vsej regiji. Beloglavi jastreb je izjemno redek in se razmnožuje na pečinah, povezanih z razgibanim in goratim območjem. Beli in kodrasti pelikan, ki je ena največjih vrst ptic na svetu, preživita poletno sezono v jezerih Prespanskega narodnega parka, ki je povezan z neokrnjenimi mokrišči, sladkovodnimi močvirji in stalnimi potoki.
Območje Šebenik in Jabllanicë je dom ogroženega balkanskega risa, ki živi v listavcih in mešanih gozdovih v gorah. To je tudi najjužnejša točka njihovega evropskega habitata.